# 比亞沃加德縣

54°0′N 15°59′E / 54.000°N 15.983°E
比亞沃加德縣（波蘭語：Powiat białogardzki），是波蘭的縣份，位於該國西北部，由西波美拉尼亞省負責管轄，首府設於比亞沃加德，面積845平方公里，2006年人口48,241，人口密度每平方公里57人。